# Miss Fiyi
Miss Fiyi (en inglés: Miss Fiji) es un concurso de belleza nacional en Fiyi. Se encarga de seleccionar a las representantes del país para los concursos Miss Universo, Miss Mundo, Miss Internacional y Miss Tierra.

## Historia
En 1956, se llevó a cabo el concurso con el nombre de «Miss Hibiscus» bajo los auspicios del gobierno local y Fiji Airways. Liebling Marlow fue coronada como la primera ganadora.

## Representación internacional

### Miss Universo Fiyi
: Declarada como ganadora
     : Terminó como finalista
     : Terminó como una de las semifinalistas o cuartofinalistas
     : Terminó como ganadora de premios especiales
| Año                           | División         | Miss Universo Fiyi     | Posición en Miss Universo | Premios especiales | Notas                    |
| ----------------------------- | ---------------- | ---------------------- | ------------------------- | ------------------ | ------------------------ |
| 2024                          | División Este    | Manshika Prasad        | No clasificó              |                    | Dirección de Paris Jade. |
| No compitió entre 1982 y 2023 |                  |                        |                           |                    |                          |
| 1981                          | División Central | Lynn Michelle McDonald | No clasificó              |                    |                          |
| 1980                          | No compitió      | No compitió            | No compitió               | No compitió        | No compitió              |
| 1979                          | División Central | Tanya Whiteside        | No clasificó              |                    |                          |

### Miss Mundo Fiyi
: Declarada como ganadora
     : Terminó como finalista
     : Terminó como una de las semifinalistas o cuartofinalistas
     : Terminó como ganadora de premios especiales
| Año                           | División            | Miss Mundo Fiyi           | Posición en Miss Mundo | Premios especiales                                                                                                | Notas |
| ----------------------------- | ------------------- | ------------------------- | ---------------------- | --- | ----- |
| No compite desde 2018         |                     |                           |                        | |       |
| 2017                          | División Central    | Nanise Rainima            | No clasificó           | - Talento (Top 5) - Beauty with a Purpose (Top 20)                                                                |       |
| 2016                          | División Occidental | Pooja Priyanka            | No clasificó           | - Talento (Top 21) - Beauty with a Purpose (Top 24)                                                               |       |
| 2015                          | División Central    | Brittany Hazelman         | No clasificó           | - Deportes (Top 10) - Premio People's Choice (Top 15) - Multimedia (Top 10) - National Dance and Costume (Top 10) |       |
| 2014                          | División Occidental | Charlene Sulueti Tafuna'i | No clasificó           | |       |
| 2013                          | División Occidental | Caireen Erbsleben         | No clasificó           | |       |
| 2012                          | División Occidental | Koini Elesi Vakaloloma    | No clasificó           | - Belleza Playera (Top 40)                                                                                        |       |
| 2012                          |                     | Torika Watters            | No compitió            | Watters, de 16 años, fue destituida por ser demasiado joven para competir. Fue reemplazada por su 1.ª finalista.  |       |
| No compitió entre 2005 y 2011 |                     |                           |                        | |       |
| 2004                          | División Central    | Aishwarya Sukhdeo         | No clasificó           | - Deportes (Top 10) - Talento (Top 20)                                                                            |       |

### Miss Internacional Fiyi
: Declarada como ganadora
     : Terminó como finalista
     : Terminó como una de las semifinalistas o cuartofinalistas
     : Terminó como ganadora de premios especiales
| Año                           | División         | Miss Internacional Fiyi | Posición en Miss Internacional | Premios especiales | Notas |
| ----------------------------- | ---------------- | ----------------------- | ------------------------------ | ------------------ | ----- |
| No compite desde 2013         |                  |                         |                                |                    |       |
| 2012                          | División Central | Kesaia Kacilala         | No compitió                    | No compitió        |       |
| No compitió entre 1997 y 2011 |                  |                         |                                |                    |       |
| 1996                          | División Central | Sharlotte R. Johenson   | No clasificó                   |                    |       |
| 1995                          | División Central | Rejieli Ratu            | No clasificó                   |                    |       |
| 1994                          | División Central | Sunita Devi             | Top 15                         |                    |       |

### Miss Tierra Fiyi
: Declarada como ganadora
     : Terminó como finalista
     : Terminó como una de las semifinalistas o cuartofinalistas
     : Terminó como ganadora de premios especiales
| Año                           | División         | Miss Tierra Fiyi     | Posición en Miss Tierra | Premios especiales                     | Notas          |
| ----------------------------- | ---------------- | -------------------- | ----------------------- | -------------------------------------- | -------------- |
| 2024                          | Por determinar   | Por determinar       | Por determinar          | Por determinar                         | Por determinar |
| 2023                          | División Central | Sera Volavola        | No compitió             | No compitió                            |                |
| No compitió entre 2020 y 2022 |                  |                      |                         |                                        |                |
| 2019                          | División Central | Zaira Begg           | No clasificó            | - Miss Amistad (Aire) - Talento (Aire) |                |
| No compitió entre 2016 y 2018 |                  |                      |                         |                                        |                |
| 2015                          | División Central | Shyla Angela Prasad  | No clasificó            | - Más Alegre                           |                |
| 2014                          | División Central | Zoe McCraken         | No clasificó            |                                        |                |
| 2013                          | No compitió      | No compitió          | No compitió             | No compitió                            | No compitió    |
| 2012                          | División Central | Esther Cheyanne Foss | No clasificó            | - I Love My Planet School Campaign     |                |
| No compitió entre 2008 y 2011 |                  |                      |                         |                                        |                |
| 2007                          | División Central | Minal Maneesha Ali   | No clasificó            |                                        |                |